# 天鉤七
仙王座26（天钩七），又名BD+64 1664，HD 213087、SAO 20075、HR 8561，是仙王座的一颗恒星，视星等为5.46，位于銀經108.5，銀緯6.39，其B1900.0坐标为赤經22h 23m 52.2s，赤緯+64° 6.39′ 20″。